# ホリア・テカウ
ホリア・テカウ（Horia Tecău, 1985年1月19日 - ）は、ルーマニア・コンスタンツァ出身の男子プロテニス選手。ダブルスのスペシャリストとして活動し、これまでにATPツアーでダブルス29勝を挙げている。自己最高ランキングはダブルス2位。身長193cm、体重86kg。右利き、バックハンド・ストロークは両手打ち。
2012年全豪オープン混合ダブルスで、ベサニー・マテック＝サンズとペアを組んで優勝。2015年ウィンブルドン選手権男子ダブルスでジャン＝ジュリアン・ロジェとのペアで優勝を挙げている。

## 来歴
テカウは7歳からテニスを始める。2002年ウィンブルドン選手権と2003年ウィンブルドン選手権ジュニア男子ダブルスでフロリン・メルジャとペアを組んで優勝している。
2003年にプロに転向。テカウは普段からダブルスのみに活動を絞り、4大大会の男子シングルスには1度も出場がない。

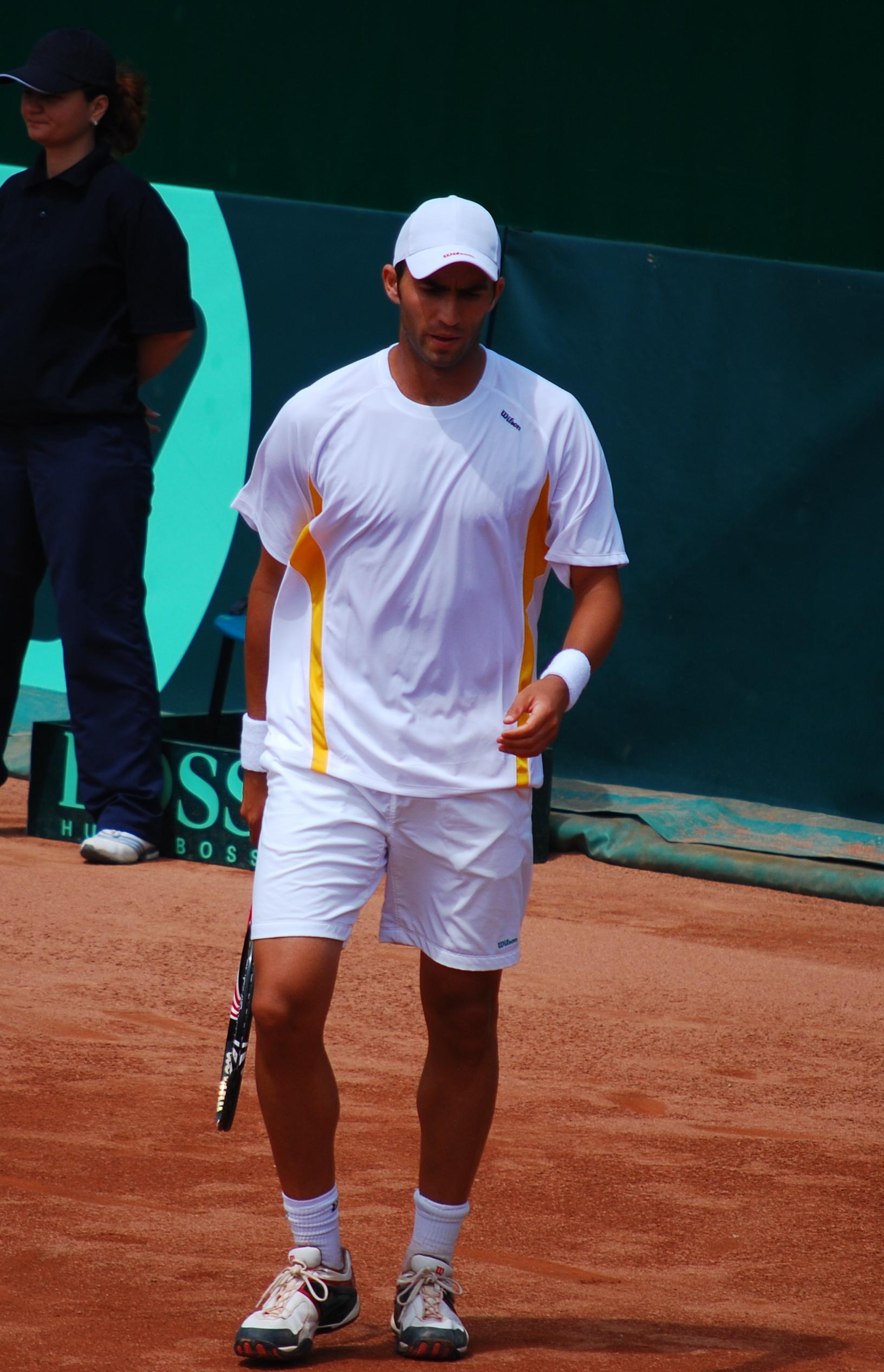
2010年

2010年のハイネケン・オープンでマーカス・ダニエルと組みツアー初優勝する。この年からロベルト・リンドステットとペアを組むようになり、2010年ウィンブルドン選手権男子ダブルス決勝に進出し、ユルゲン・メルツァー/フィリップ・ペッシュナー組に1-6, 5-7, 5-7で敗れて準優勝となった。
2011年ウィンブルドン選手権でもリンドステットとペアを組み2年連続で決勝に進出したが、ブライアン兄弟に敗れた。
2012年全豪オープン混合ダブルスではベサニー・マテック＝サンズと組んで決勝に進出し、エレーナ・ベスニナ/リーンダー・パエス組に6–3, 5–7, [10–3]で勝利し初の4大大会タイトルを獲得した。2012年ウィンブルドン選手権男子ダブルスでは3年連続の決勝に進出したが、主催者推薦出場のジョナサン・マレー/フレデリク・ニールセン組にフルセットの末敗れ3年連続で準優勝となった。7月のロンドン五輪ではルーマニア選手団の旗手を務めオリンピックに初出場した。アドリアン・ウングルと組んで男子ダブルスに出場したが、1回戦でカナダのダニエル・ネスター/バセク・ポスピシル組に敗退した。
2012年でテカウはリンドステットとのペアを解消し2013年はマックス・ミルヌイ、2014年以降はジャン＝ジュリアン・ロジェとペアを組んでいる。
2015年ウィンブルドン選手権では決勝でジェイミー・マリー/ジョン・ピアーズ組を破り、男子ダブルス初優勝を果たすと、ATPワールドツアー・ファイナルで優勝し、テカウ/ロジェ組は年間チームランキング1位でシーズンを終えた。
リオ五輪男子ダブルスでは決勝に進出するも、スペインのマルク・ロペス/ラファエル・ナダル組に2-6, 6-3, 4-6で敗れ、銀メダルを獲得した。

## ATPツアー決勝進出結果

### ダブルス: 46回 (29勝17敗)
| 結果   | No. | 決勝日         | 大会                 | サーフェス    | パートナー                 | 対戦相手                                              | スコア                        |
| ------ | --- | -------------- | -------------------- | ------------- | -------------------------- | ----------------------------------------------------- | ----------------------------- |
| 準優勝 | 1.  | 2009年5月27日  | キッツビュール       | クレー        | アンドレイ・パベル         | マルセロ・メロ アンドレ・サ                           | 7–6(9), 2–6, [7–10]           |
| 準優勝 | 2.  | 2009年7月13日  | シュトゥットガルト   | クレー        | ビクトル・ハネスク         | フランティシェク・チェルマク ミハル・メルティナク     | 5–7, 4–6                      |
| 優勝   | 1.  | 2010年1月16日  | オークランド         | ハード        | マーカス・ダニエル         | マルセロ・メロ ブルーノ・ソアレス                     | 7–5, 6–4                      |
| 優勝   | 2.  | 2010年4月10日  | カサブランカ         | クレー        | ロベルト・リンドステット   | ロハン・ボパンナ アイサム＝ウル＝ハク・クレシ         | 6–2, 3–6, [10–7]              |
| 優勝   | 3.  | 2010年6月19日  | スヘルトーヘンボス   | 芝            | ロベルト・リンドステット   | ルーカス・ドロウヒー リーンダー・パエス               | 1–6, 7–5, [10–7]              |
| 準優勝 | 3.  | 2010年7月3日   | ウィンブルドン       | 芝            | ロベルト・リンドステット   | ユルゲン・メルツァー フィリップ・ペッシュナー         | 1–6, 5–7, 5–7                 |
| 優勝   | 4.  | 2010年7月18日  | ボースタード         | クレー        | ロベルト・リンドステット   | アンドレアス・セッピ シモーネ・バニョッツィ           | 6–4, 7–5                      |
| 優勝   | 5.  | 2010年8月28日  | ニューヘイブン       | ハード        | ロベルト・リンドステット   | ロハン・ボパンナ アイサム＝ウル＝ハク・クレシ         | 6–4, 7–5                      |
| 準優勝 | 4.  | 2011年1月9日   | ブリスベン           | ハード        | ロベルト・リンドステット   | ルーカス・ドロウヒー ポール・ハンリー                 | 4–6, 途中棄権                 |
| 優勝   | 6.  | 2011年2月6日   | ザグレブ             | ハード (室内) | ディック・ノーマン         | マルセル・グラノリェルス マルク・ロペス               | 6–3, 6–4                      |
| 優勝   | 7.  | 2011年2月16日  | アカプルコ           | クレー        | ビクトル・ハネスク         | マルセロ・メロ ブルーノ・ソアレス                     | 6–1, 6–3                      |
| 優勝   | 8.  | 2011年4月9日   | カサブランカ         | クレー        | ロベルト・リンドステット   | コリン・フレミング イゴール・ゼレナイ                 | 6–2, 6–1                      |
| 準優勝 | 5.  | 2011年6月18日  | スヘルトーヘンボス   | 芝            | ロベルト・リンドステット   | ダニエレ・ブラッチアリ フランティセク・チェルマク     | 3–6, 6–2, [8–10]              |
| 準優勝 | 6.  | 2011年7月2日   | ウィンブルドン       | 芝            | ロベルト・リンドステット   | ボブ・ブライアン マイク・ブライアン                   | 3–6, 4–6, 6–7(3)              |
| 優勝   | 9.  | 2011年7月17日  | ボースタード         | クレー        | ロベルト・リンドステット   | シーモン・アスペリン アンドレアス・シーエストロム     | 6–3, 6–3                      |
| 準優勝 | 7.  | 2011年8月7日   | ワシントンD.C.       | ハード        | ロベルト・リンドステット   | ミカエル・ロドラ ネナド・ジモニッチ                   | 7–6(7), 6–7(8), [7–10]        |
| 準優勝 | 8.  | 2011年10月9日  | 北京                 | ハード        | ロベルト・リンドステット   | ミカエル・ロドラ ネナド・ジモニッチ                   | 6–7(2), 6–7(4)                |
| 準優勝 | 9.  | 2012年2月19日  | ロッテルダム         | ハード (室内) | ロベルト・リンドステット   | ミカエル・ロドラ ネナド・ジモニッチ                   | 6–4, 5–7, [14–16]             |
| 優勝   | 10. | 2012年4月29日  | ブカレスト           | クレー        | ロベルト・リンドステット   | ジェレミー・シャルディー ルカシュ・クボット           | 7–6(2), 6–3                   |
| 準優勝 | 10. | 2012年5月13日  | マドリード           | クレー        | ロベルト・リンドステット   | マリウシュ・フィルステンベルク マルチン・マトコフスキ | 3–6, 4–6                      |
| 優勝   | 11. | 2012年6月23日  | スヘルトーヘンボス   | 芝            | ロベルト・リンドステット   | フアン・セバスチャン・カバル ドミトリー・トゥルスノフ | 6–3, 7–6(1)                   |
| 準優勝 | 11. | 2012年7月8日   | ウィンブルドン       | 芝            | ロベルト・リンドステット   | ジョナサン・マレー フレデリク・ニールセン             | 6–4, 4–6, 6–7(5), 7–6(5), 3–6 |
| 優勝   | 12. | 2012年7月15日  | ボースタード         | クレー        | ロベルト・リンドステット   | アレクサンダー・ペヤ ブルーノ・ソアレス               | 6–3, 7–6(5)                   |
| 優勝   | 13. | 2012年8月19日  | シンシナティ         | ハード        | ロベルト・リンドステット   | マヘシュ・ブパシ ロハン・ボパンナ                     | 6–4, 6–4                      |
| 準優勝 | 12. | 2013年1月12日  | シドニー             | ハード        | マックス・ミルヌイ         | ボブ・ブライアン マイク・ブライアン                   | 4-6, 4-6                      |
| 準優勝 | 13. | 2013年3月3日   | デルレイビーチ       | ハード        | マックス・ミルヌイ         | ジェームズ・ブレーク ジャック・ソック                 | 4-6, 4-6                      |
| 優勝   | 14. | 2013年4月27日  | ブカレスト           | クレー        | マックス・ミルヌイ         | ルーカス・ドロウヒー オリバー・マラチ                 | 4–6, 6–4, [10–6]              |
| 優勝   | 15. | 2013年6月22日  | スヘルトーヘンボス   | 芝            | マックス・ミルヌイ         | アンドレ・ベーゲマン マルティン・エメリッヒ           | 6–3, 7–6(4)                   |
| 優勝   | 16. | 2013年10月6日  | 北京                 | ハード        | マックス・ミルヌイ         | ファビオ・フォニーニ アンドレアス・セッピ             | 6-4, 6-2                      |
| 優勝   | 17. | 2013年2月9日   | ザグレブ             | ハード (室内) | ジャン＝ジュリアン・ロジェ | フィリップ・マルクス ミハル・メルティナク             | 3–6, 6–4, [10–2]              |
| 準優勝 | 14. | 2014年2月16日  | ロッテルダム         | ハード (室内) | ジャン＝ジュリアン・ロジェ | ニコラ・マユ ミカエル・ロドラ                         | 2–6, 6–7(4)                   |
| 優勝   | 18. | 2014年4月12日  | カサブランカ         | クレー        | ジャン＝ジュリアン・ロジェ | トマシュ・ベドナレク ルーカス・ドロウヒー             | 6–2, 6–2                      |
| 優勝   | 19. | 2014年4月27日  | ブカレスト           | クレー        | ジャン＝ジュリアン・ロジェ | マリウシュ・フィルステンベルク マルチン・マトコフスキ | 6–4, 6–4                      |
| 優勝   | 20. | 2014年6月21日  | スヘルトーヘンボス   | 芝            | ジャン＝ジュリアン・ロジェ | サンティアゴ・ゴンサレス スコット・リプスキー         | 6–3, 7–6(3)                   |
| 優勝   | 21. | 2014年8月3日   | ワシントンD.C.       | ハード        | ジャン＝ジュリアン・ロジェ | サム・グロス リーンダー・パエス                       | 7–5, 6–4                      |
| 優勝   | 22. | 2014年9月28日  | 深圳                 | ハード        | ジャン＝ジュリアン・ロジェ | サム・グロス クリス・グッチョーネ                     | 6–4, 7–6(4)                   |
| 優勝   | 23. | 2014年10月5日  | 北京                 | ハード        | ジャン＝ジュリアン・ロジェ | ジュリアン・ベネトー バセク・ポスピシル               | 6–7(6), 7–5, [10–5]           |
| 優勝   | 24. | 2014年10月26日 | バレンシア           | ハード (室内) | ジャン＝ジュリアン・ロジェ | ケビン・アンダーソン ジェレミー・シャルディー         | 6–4, 6–2                      |
| 準優勝 | 15. | 2015年1月17日  | シドニー             | ハード        | ジャン＝ジュリアン・ロジェ | ロハン・ボパンナ ダニエル・ネスター                   | 4–6, 6–7(5)                   |
| 優勝   | 25. | 2015年2月15日  | ロッテルダム         | ハード (室内) | ジャン＝ジュリアン・ロジェ | ジェイミー・マリー ジョン・ピアーズ                   | 3-6, 6-3, [10–8]              |
| 準優勝 | 16. | 2015年5月23日  | ニース               | クレー        | ジャン＝ジュリアン・ロジェ | マテ・パビッチ マイケル・ヴィーナス                   | 6–7(4), 6–2, [7–10]           |
| 優勝   | 26. | 2015年7月11日  | ウィンブルドン       | 芝            | ジャン＝ジュリアン・ロジェ | ジェイミー・マリー ジョン・ピアーズ                   | 7–6(5), 6–4, 6–4              |
| 優勝   | 27. | 2015年11月22日 | ロンドン             | ハード (室内) | ジャン＝ジュリアン・ロジェ | ロハン・ボパンナ フロリン・メルジャ                   | 6-4, 6-3                      |
| 優勝   | 28. | 2016年4月25日  | ブカレスト           | クレー        | フロリン・メルジャ         | クリス・グッチョーネ アンドレ・サ                     | 7-5, 6–4                      |
| 優勝   | 29. | 2016年5月8日   | マドリード           | クレー        | ジャン＝ジュリアン・ロジェ | ロハン・ボパンナ フロリン・メルジャ                   | 6–4, 7-6(5)                   |
| 準優勝 | 17. | 2016年8月13日  | リオデジャネイロ五輪 | ハード        | フロリン・メルジャ         | マルク・ロペス ラファエル・ナダル                     | 4–6, 6–7(5)                   |